# 檀香山飞剪号
檀香山飞剪号（英語：Honolulu Clipper），又称NC 18601、NX 18601，是一架由波音公司生产的世界上第一架波音314型号飞机。虽然波音并未称该飞机为波音314原型机且声称从未生产过原型机，不过其确实为一架原型机。该飞机于1939年开始为泛美航空提供服务，主要负责跨大西洋航线。檀香山飞剪号于1945年11月3日晚迫降在太平洋海面。

## 生产与运营
1938年6月1日，檀香山飞剪号在位于杜瓦米什河畔的波音一号工厂完成生产，由于飞机体型庞大，故最终组装是在厂房外进行的。